# Woodmancott
Woodmancott – wieś w Anglii, w hrabstwie Hampshire. Leży 15 km od miasta Winchester. W 1961 roku civil parish liczyła 31 mieszkańców. Woodmancott jest wspomniana w Domesday Book (1086) jako Udemanecote.

## Etymologia
Źródło:

Nazwa miejscowości na przestrzeni wieków:
- X w. – Wodemancote
- XI w. – Udemancote
- XIII w. – Wbodmancote
- XIV w. – Wodmancote i Wudemancote